# Bagassa

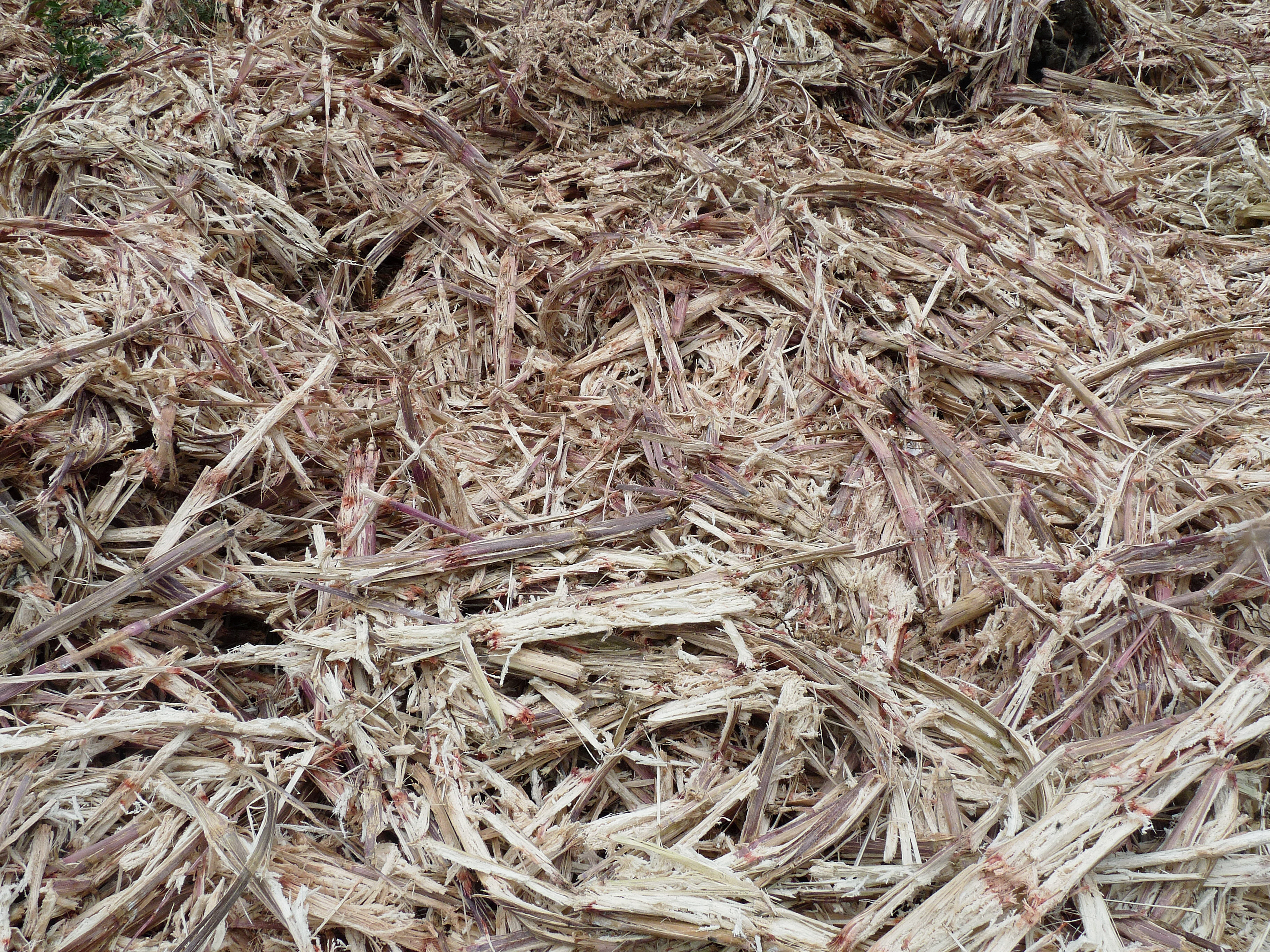
Residui fibrosi della lavorazione dello zucchero (bagassa) sull'Isola di Santiago (Capo Verde)

La bagassa è un residuo di estrazione proveniente dalla lavorazione per frantumazione e spremitura della canna da zucchero (Saccharum officinarum), costituito dalla parte fibrosa e dalla scorza della canna. La bagassa si produce già nel primo ciclo di spremitura e frantumazione della canna, quello nel quale, a pressioni crescenti, si riesce a ottenere l'estrazione del 90% del saccarosio presente nella canna. Il residuo così prodotto viene sottoposto a un successivo ciclo di riutilizzo, dopo essere stato impregnato d'acqua, che completa l'estrazione del saccarosio, dando luogo a un residuo finale che costituisce circa il 25%-30% della canna lavorata. 

## Impieghi

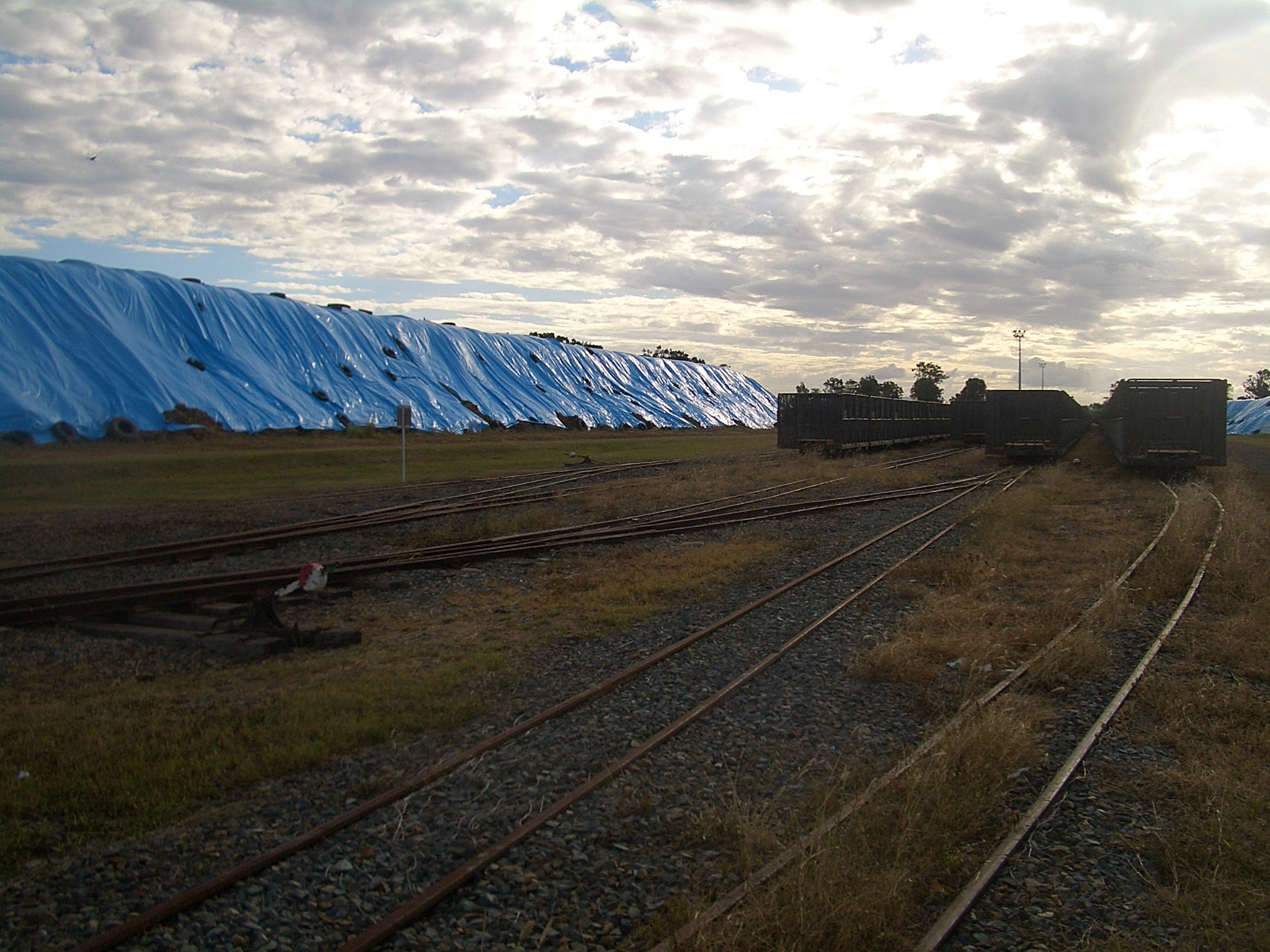
Cumuli di bagassa, protetti da un telo, in Australia

Come sottoprodotto conosce vari usi: in passato, veniva anche utilizzato fresco, in zootecnia, come alimento per animali, secondo un uso non più in voga.
Un uso immediato, previa essiccazione, è quello che lo vede impiegato come combustibile, anche nelle stesse raffinerie dello zucchero di canna, che, in questo modo, possono diventare energeticamente autosufficienti. 
Altri usi industriali lo vedono entrare come materia seconda in cicli produttivi per la produzione della carta, al pari di materiali di riciclo. La fibra viene anche usata nella produzione di pannelli truciolati destinati all'industria del mobile.
Insieme ad altri scarti agricoli, può essere utilizzato nella produzione del furfurale, un composto organico 
usato come solvente e come esaltatore organolettico nell'industria alimentare.